# Emma Pennsäter
Emma Anna Marianne Pennsäter, född 29 november 1997 i Malmö, är en svensk fotbollsspelare (mittback) som spelar för FC Rosengård i Damallsvenskan.

## Karriär
Pennsäter började spela fotbolls som åttaåring i Bunkeflo IF som tre år senare slogs ihop med Limhamns IF och blev Limhamn Bunkeflo.
I december 2020 värvades Pennsäter till Växjö DFF, där hon skrev på ett 1+1-årskontrakt. I december 2021 förlängde Pennsäter sitt kontrakt med två år. I december 2023 förlängde hon sitt kontrakt med ett år. Från och med säsongen 2025 spelar hon i FC Rosengård.

## Familj
Sångerskan Paula Pennsäter är  Emma Pennsäters fars kusin.